# فلاکس

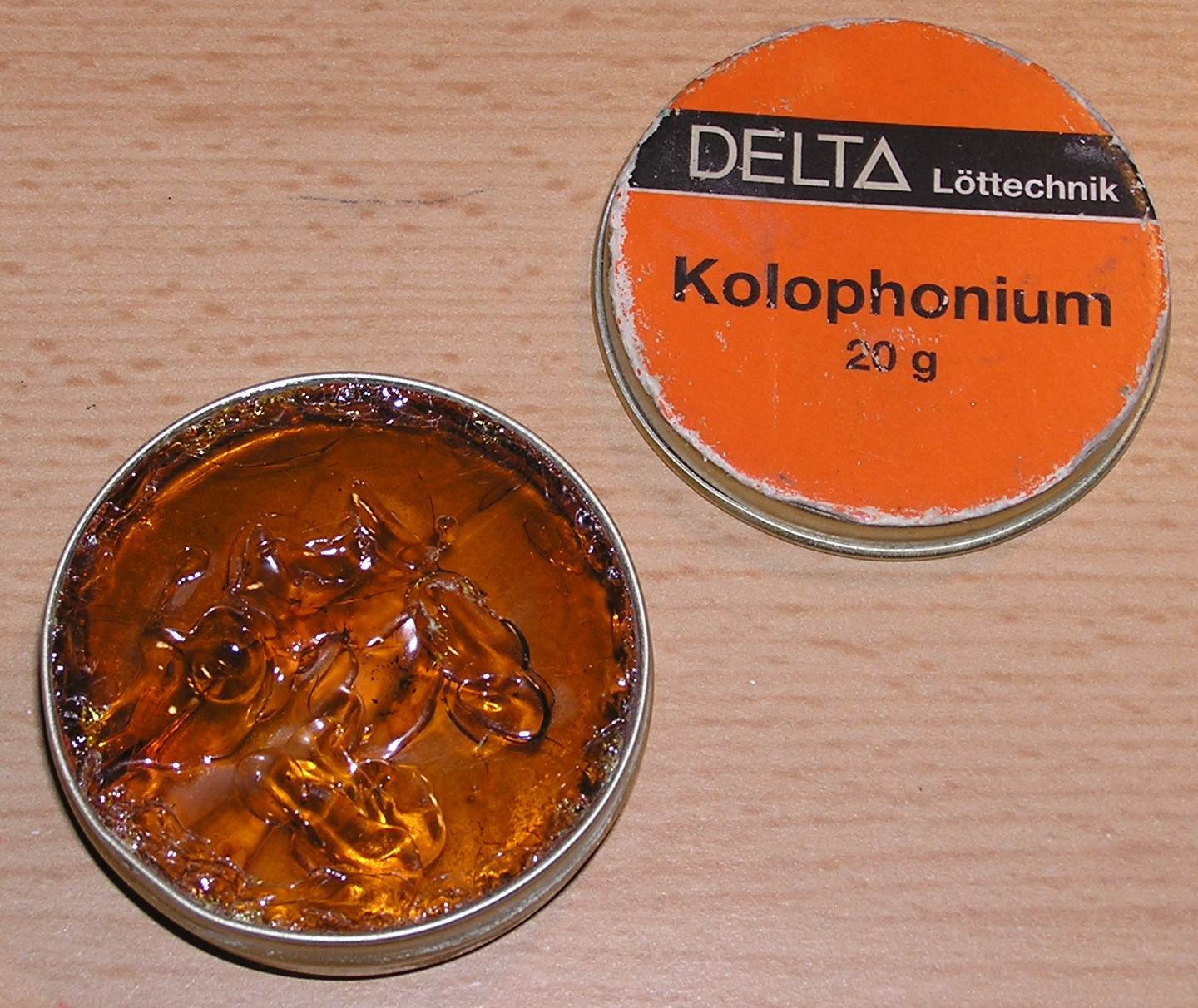
روزین که به عنوان فلاکس در لحیم‌کاری به کار می‌رود.

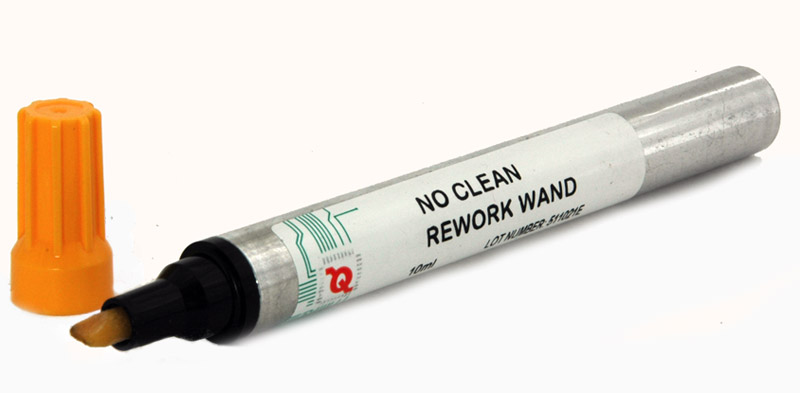
یک فلاکس قلمی مورد استفاده در بازسازی قطعات الکترونیکی

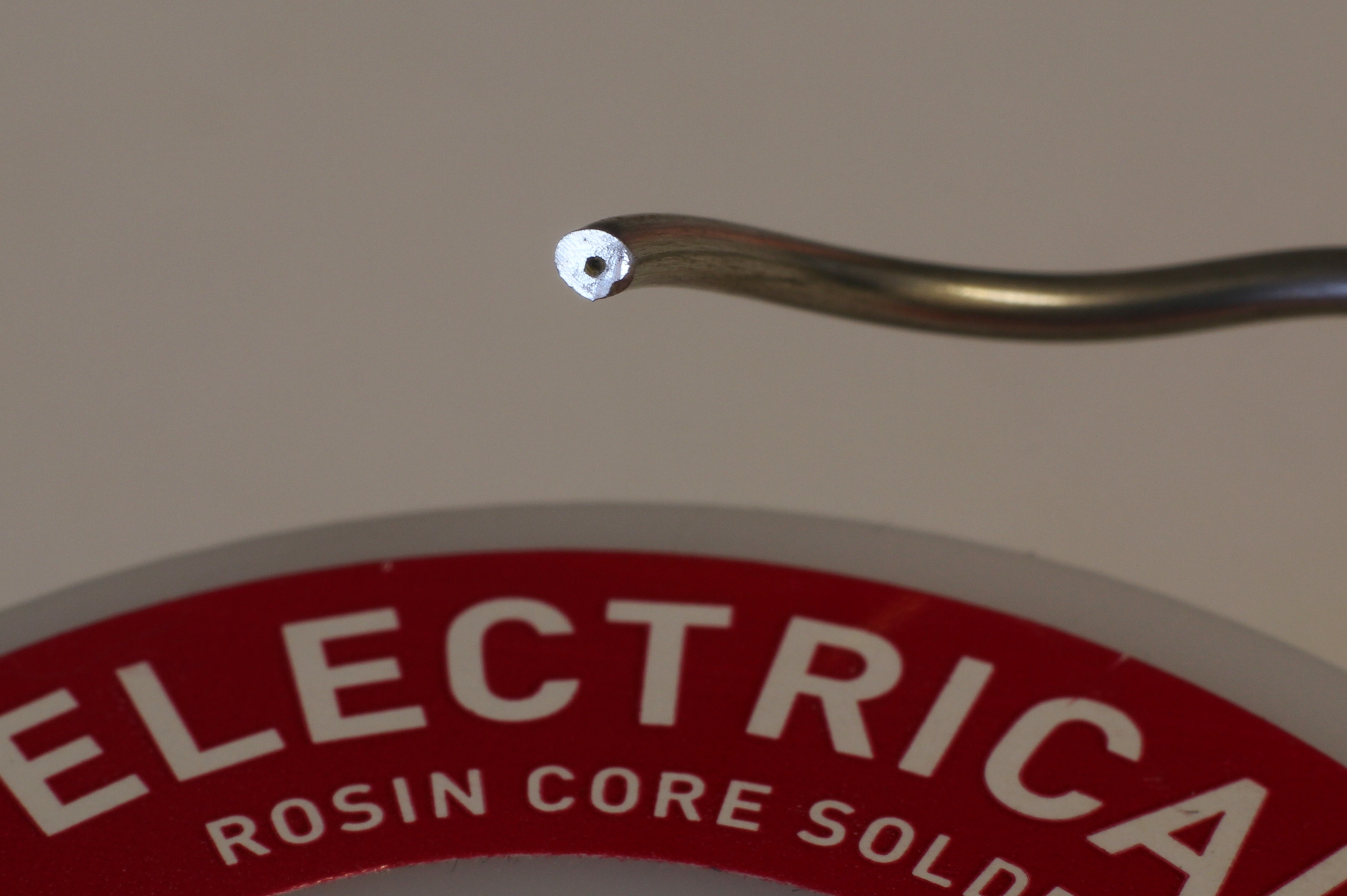
سیم لحیم با هستهٔ روزین که به شکل نقطهٔ سیاه در مرکز برش سیم مشخص است.

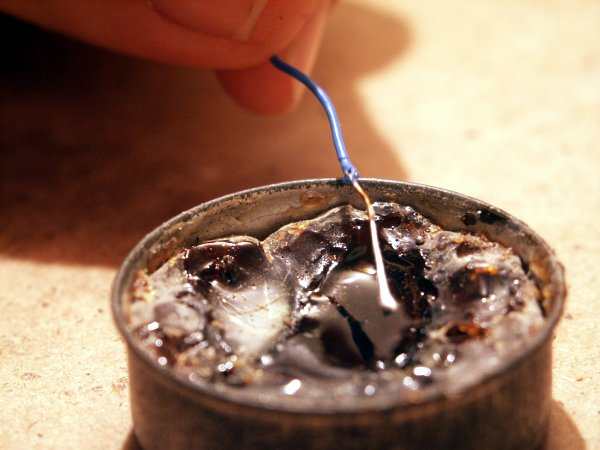
سیمی که به تازگی به لحیم آغشته شده و همچنان در فلاکس روزین غوطه‌ور است.

روغن لحیم، تَنکار یا فلاکس (به انگلیسی: Flux) ماده‌ای است که برای تمیزکاری شیمیایی سطوح و جلوگیری و پاک‌کردن اکسایش در منطقۀ جوش به کار می‌رود. این نوع مواد در جوشکاری، لحیم‌کاری و برنجوش کاربرد دارند. فلاکس‌ها در دمای معمولی میلی به واکنش ندارند اما با افزایش دما به شدت کاهنده می‌شوند و به این ترتیب مانع شکل‌گیری اکسیدهای فلزی خواهند شد. فلاکس با حل‌کردن اکسیدهای فلزی در خود به چسبیدن فلز ذوب‌شده در محل کمک می‌کند، با پخش‌شدن روی فلز مانع اکسایش آن می‌شوند، و با روان‌کردن سطح کار مانع تشکیل گویچه‌های لحیم خواهد شد. گاهی نیز فلاکس به عنوان رسانای گرما به گرم‌شدن محل اتصال کمک می‌کند.
از نخستین فلاکس‌های مورد استفاده می‌توان به سدیم کربنات، زغال، کک، آهک، بوره، سرب (II) سولفید و برخی مواد معدنی حاوی فسفر اشاره کرد.